# Wikkekever
De wikkekever is een keversoort uit de familie bladkevers (Chrysomelidae). De wetenschappelijke naam van de soort werd in 1761 gepubliceerd door Linnaeus.